# Ghi

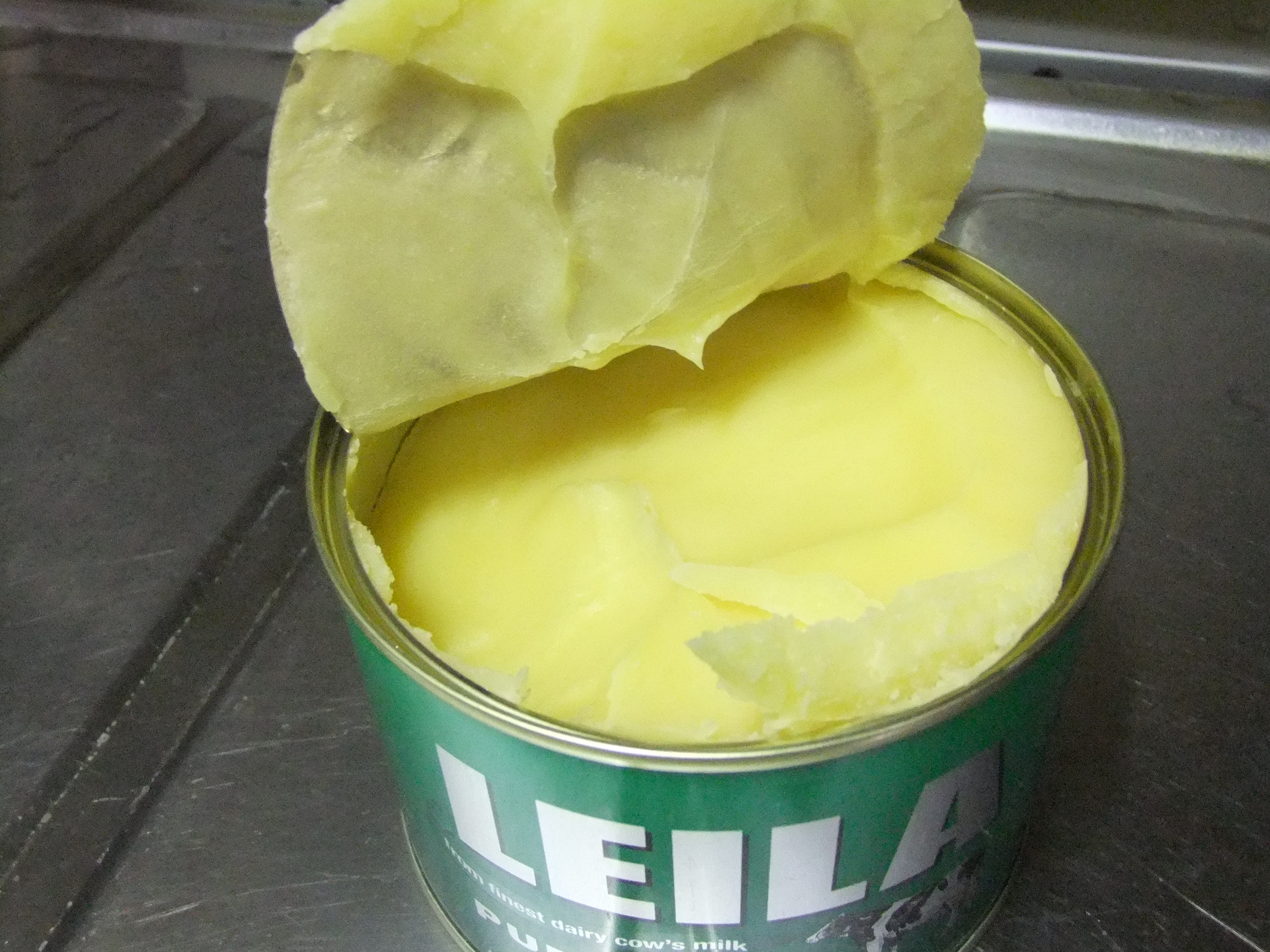
Otwarta puszka z masłem Ghee Leila

Ghi, ghee (hindi: घी ghī, nepali: घ्यू ghyū, urdu: گھی ghī, bengali: ঘী ghī, marathi: तूप Toop, kannada: ತುಪ್ಪ tuppa, tamilski: நெய் ney, telugu: నెయ్యి neyyi, arabski: سمنة samna) – rodzaj masła klarowanego, tłuszcz zwierzęcy wytwarzany przez długotrwałe gotowanie na małym ogniu i usuwanie szumowin oraz osadów (klarowanie) masła. Ma bardzo długi okres przydatności do spożycia i cechuje się dobrą palnością. W Indiach uważany jest za szlachetny i poza kulinariami używany jest też do celów sakralnych (pudźa, homa).

## Właściwości
W przeciwieństwie do masła, ghi może być przechowywane przez długi czas bez użycia lodówki. Dobrze jest zamknąć je w szczelnym pojemniku, aby uniknąć procesu utleniania. Możliwość długiego przechowywania ghi jest związana ze zniszczeniem mikroorganizmów i enzymów podczas ogrzewania na wolnym ogniu. Podczas klarowania usuwa się z masła elementy białka i innych substancji, pozostawiając sam tłuszcz. Dzięki temu, w przeciwieństwie do masła, ghi może być podgrzewane do momentu dymienia i nie przypali się ani nie zacznie smakować jak przypalone. Właśnie ta cecha czyni je idealnym do głębokiego smażenia. W Indiach bardzo często używa się ghi do smażenia. 

## Zastosowanie religijne
Ghi jest często używane do celów religijnych w rytuałach wedyjskich (istnieje nawet „Hymn do ghi”). Ghi jest także używane do lamp olejnych w hinduistycznych ceremoniach religijnych arati. Jest używane podczas ceremonii ślubnych i podczas pogrzebów, a także do kąpieli herosów podczas działań wojennych. W innych religijnych obrzędach jak na przykład modły do Śiwy, ghi jest świętym produktem razem z czterema innymi świętymi (poświęconymi) substancjami: cukrem (z trzciny cukrowej), mlekiem, jogurtem i miodem. Ajurweda opisuje użycie ghi w medytacji.

## Znaczenie zdrowotne
Jak każde oczyszczone masło, ghi jest złożone wyłącznie z tłuszczów nasyconych i według ajurwedy jego konsumpcja działa korzystnie na zdrowie i organizm na przykład leczy choroby serca. Badania naukowe wykazują jednak, że spożycie ghi, obfitującego w tłuszcze trans, wiąże się ze zwiększonym ryzykiem chorób układu krążenia. Masło ghi wymienia się jako jedno z typowych źródeł kwasów tłuszczowych trans, obok smażonego, „śmieciowego” jedzenia i przetworzonej żywności, jak margaryna, ciasta czy ciasteczka.
Podczas podgrzewania do wysokich temperatur nie powstają w nim szkodliwe produkty spalania, co jest jego dużą zaletą.
Teksty ajurwedy opisują wiele różnych korzyści wypływających z konsumpcji ghi. Na przykład:
- Absorpcja międzykomórkowa: ghi jest integralną częścią wielu indyjskich receptur zielarskich. Najpierw smaży się dane ziele w ghi, następnie, dzięki swojej lipidowej strukturze, ghi ułatwia rozprowadzenie tego ziela i wszystkich jego elementów leczniczych po organizmie oraz lipidowy transport międzykomórkowy.
- Trawienie: ghi pomaga zrównoważyć nadmiar kwasów żołądkowych, a przez to odtworzyć śluz na ścianach żołądka.
- Lekkie oparzenia: Podobnie jak aloes, ghi pomaga w gojeniu się ran zarówno po oparzeniach, jak i innych, jeśli zostanie nałożone szybko na uszkodzony obszar skóry.
- Umysł: ghi poprawia wszystkie trzy aspekty mentalnego funkcjonowania – uczenie się, zapamiętywanie i przypominanie.
- Równowaga w medycynie indyjskiej: ghi przywraca równowagę elementów wata i pitta (kontroluje ruch w ciele i umyśle, a także kontroluje procesy ogrzewania ciała i metabolizm).

W średniowiecznych Indiach kosmetyki z ghi i szafranu stosowały Induski w celu rozjaśniania skóry.